# Vibhadzsjaváda
A vibhadzsjaváda (szanszkrit; páli: vibhaddzsaváda; kínai: 分別說部, pinjin: fēnbiéshuō-bù) korai buddhista iskola vagy iskolák egy csoportja volt.

## Elnevezése
A vibhadzsja kifejezés értelme "elosztás", "elemzés", míg a vāda jelentése "tan", "tanítás".

## Története
A vibhadzsjavádákat nem említik egységesen a korai buddhista hagyományok között önálló szektaként. A théraváda Kathāvatthu sem tesz semmilyen említést a vibhadzsjaváda iskolára, azonban a  szammatíja és a mahászánghika iskolák megemlítik, jóllehet másféle módokon. Az előbbi szerint a vibhadzsjaváda szekta a szarvásztiváda iskolából alakult, a mahászanghika szerint viszont a buddhista egyházszakadással jött létre a szthaviraváda és a mahászanghika mellett. A mahászanghika források szerint a vibhadzsjaváda később szétvált Mahísászaka, dharmaguptaka, kásjapíja és támraparníja szektákra.
A szarvásztiváda Abhidharma Mahvibhása sástra szövegek a vibhadzsjavádákat egy fajta eretnekként ábrázolja, akik "kártékony tanokat hirdetnek és támadják azokat, akik az eredeti dharmát követik".
Néhány tudós szerint nem létezett önálló vibhadzsjaváda szekta, csupán jelzőként használták néhány iskola neve mellett, amelyek nézetei valamiben eltértek a fő iskolai irányzattól.

## A théraváda hagyományokban
A théraváda hagyományban a harmadik buddhista zsinat után a vibhadzsjaváda iskola négy felé oszlott: mahászanghika, kásjapíja, dharmaguptaka és támraparníja. A théravada a legutóbbiból fejlődött ki, melynek jelentése 'a srí lankai vonal'.